# Gradski fudbalski klub Tikveš
Il Gradski fudbalski klub Struga Tikveš (in macedone Градски Фудбалски Клуб Тиквеш?), meglio noto come GFK Tikveš, è una società calcistica macedone di Kavadarci. Milita nella Prva liga, la massima divisione del campionato macedone di calcio.

## Storia

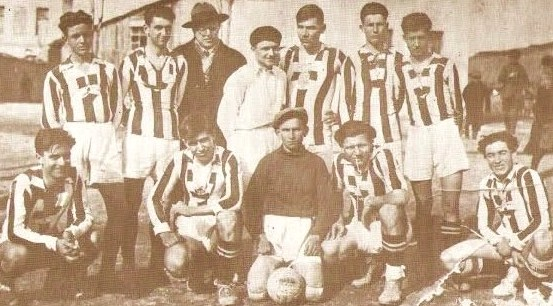
La squadra nel 1933

Fondato il 21 dicembre 1930 in un ristorante di Kavadarci, ebbe come primo presidente Slavčo Temkov.

## Palmarès

### Competizioni nazionali
- Makedonska republička liga: 2

1971-1972, 1977-1978
- Vtora makedonska fudbalska liga: 1

2001-2002
- Treta makedonska fudbalska liga: 1

2009-2010
- Coppa di Macedonia: 1

2023-2024